# Monolepta duplicata
Monolepta duplicata là một loài bọ cánh cứng trong họ Chrysomelidae. Loài này được Sahlberg miêu tả khoa học năm 1829.